# エレナ・バルタチャ
エレナ・セルゲーフナ・バルタチャ（Elena Sergeevna Baltacha ウクライナ語: Оле́на Сергі́ївна Балта́ча, 1983年8月14日 - 2014年5月4日）はイギリスの女子テニス選手。自己最高ランキングはシングルス49位。右利き。バックハンド・ストロークは両手打ち。

## 来歴
父親のセルゲイは1980年モスクワ五輪で銅メダルを獲得したサッカー選手で、母のオルガは七種競技の陸上競技選手。兄のセルゲイ・ジュニアもサッカー選手というスポーツ一家に生まれる。

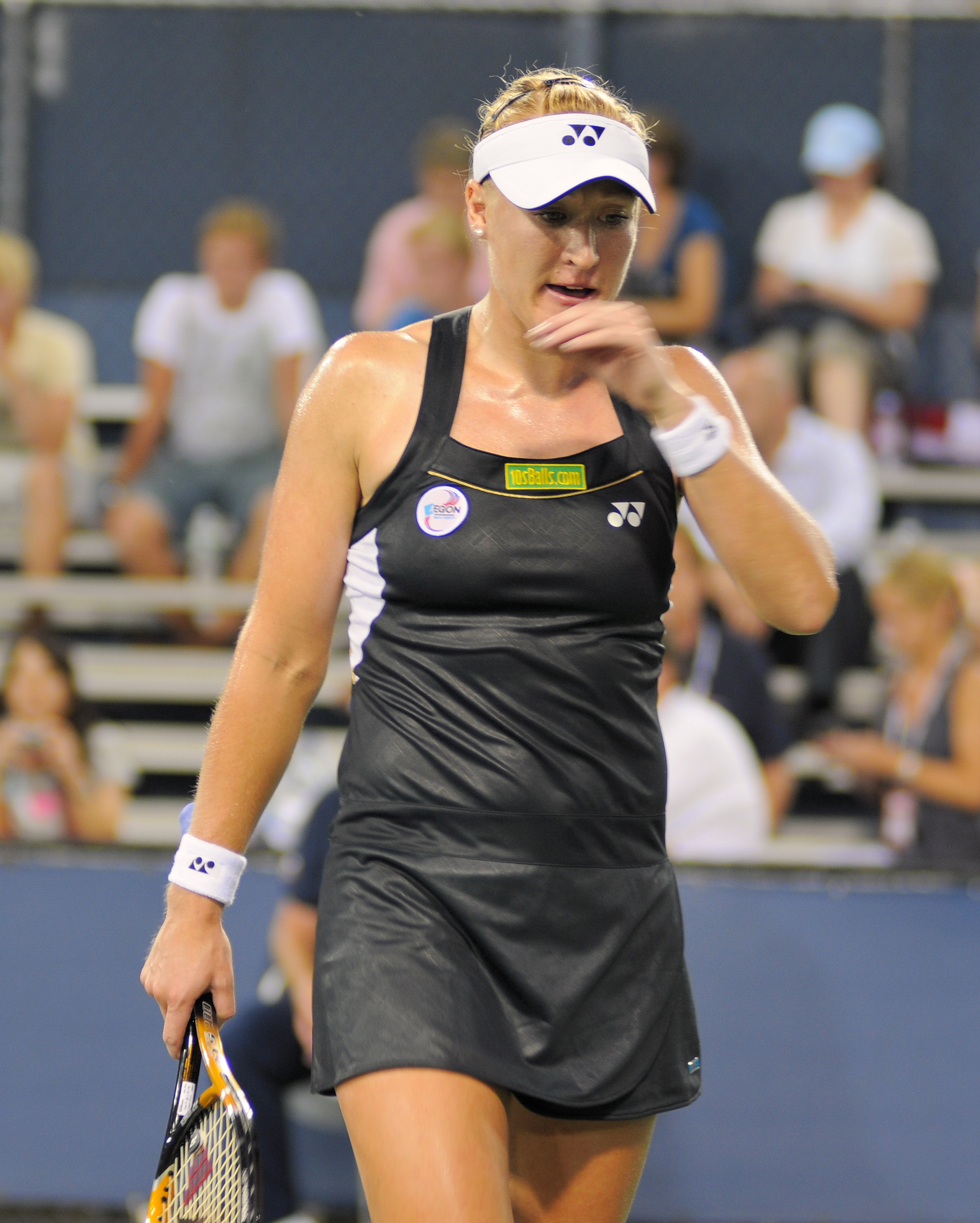
2010年全米オープンにて

10歳からテニスを始め、1997年にプロに転向。
4大大会では2002年ウィンブルドン選手権、2005年全豪オープン、2010年全豪オープンの3回戦進出が最高成績である。
WTAツアーではシングルス、ダブルスともに決勝進出はないが、2002年よりフェドカップイギリス代表となり、地元で開催された2012年ロンドン五輪に出場した。1回戦でアグネシュ・サバイに 6-3, 6-3 で勝利し初戦を突破し、2回戦でアナ・イバノビッチに 4-6, 6-7 で敗れた。
2013年11月に現役を引退した。
2014年1月に結婚するものの、同年5月4日、癌との闘病の末、30歳の若さで死去した。

## 4大大会シングルス成績
略語の説明
| W | F | SF | QF | #R | RR | Q# | LQ | A | Z# | PO | G | S | B | NMS | P | NH |

W=優勝, F=準優勝, SF=ベスト4, QF=ベスト8, #R=#回戦敗退, RR=ラウンドロビン敗退, Q#=予選#回戦敗退, LQ=予選敗退, A=大会不参加, Z#=デビスカップ/BJKカップ地域ゾーン, PO=デビスカップ/BJKカッププレーオフ, G=オリンピック金メダル, S=オリンピック銀メダル, B=オリンピック銅メダル, NMS=マスターズシリーズから降格, P=開催延期, NH=開催なし.
| 大会           | 2001 | 2002 | 2003 | 2004 | 2005 | 2006 | 2007 | 2008 | 2009 | 2010 | 2011 | 2012 | 2013 | 通算成績 |
| -------------- | ---- | ---- | ---- | ---- | ---- | ---- | ---- | ---- | ---- | ---- | ---- | ---- | ---- | -------- |
| 全豪オープン   | A    | A    | 1R   | A    | 3R   | LQ   | A    | LQ   | 2R   | 3R   | 2R   | 1R   | A    | 6–6      |
| 全仏オープン   | A    | A    | LQ   | A    | LQ   | LQ   | A    | LQ   | LQ   | 1R   | 2R   | 1R   | 1R   | 1–4      |
| ウィンブルドン | 1R   | 3R   | 1R   | 2R   | 1R   | A    | 1R   | 2R   | 2R   | 1R   | 2R   | 2R   | 1R   | 7–12     |
| 全米オープン   | LQ   | LQ   | A    | LQ   | LQ   | A    | LQ   | LQ   | LQ   | 2R   | 2R   | A    | LQ   | 2–2      |